# José Raúl Peláez Ampudia
José Raúl Peláez Ampudia (28 de junio de 1959-Camagüey, Cuba) es un entrenador originario de Cuba que ha residido por más de veinte años en México dirigiendo a nivel nacional nado paralímpico. Ha sido acreedor en dos ocasiones del Premio Nacional de Deportes (2012) y (2015).

## Biografía
El profesor “Pepe” Peláez, como se le nombra con cariño, es originario de Camagüey Cuba; tras 17 años de ser entrenador en su país natal se muda a México buscando mejores oportunidades donde se ha establecido y logrado una trayectoria de más de 21 años en este último país. Su esposa e hijas son mexicanas.
Estudió la Licenciatura en Educación Física en el Instituto Superior José Martí, Profesor de Educación Física en Cuba en el Instituto Nacional de Deportes, Educación Física y Recreación (INDER) en Cuba y actualmente se encuentra cursando un Doctorado en Ciencias de la Actividad Física y Deporte en la Universidad de León, España.

## Carrera deportiva
De 1992 a 1998, fue entrenador en jefe juvenil en la Escuela de Natación Marcelo Salado en Cuba y después pasó a ser 
Director Técnico Nacional de la Federación Mexicana de Natación (2003-2009. Desde entonces, empezó a entrenar a tritones de Juegos Olímpicos como Juan José Veloz, quien participó en Sídney 2000, Atenas 2004 y Beijing 2008., Paola España medallista Centroamericana y finalista Panamericana, César Uribe, Teresa Víctor y Manuel Sotomayor.
También, fue entrenador en Jefe del Centro Nacional de Desarrollo de Talentos Deportivos y Alto Rendimiento y de la Academia de Natación Nelson Vargas. En el año 2012 recibió por primera ocasión el Premio Nacional de Deportes por parte del Presidente Enrique Peña Nieto después de los buenos resultados obtenidos por el nadador Gustavo Sánchez al adjudicarse medallas de Oro, Plata y Bronce en los Juegos Paralímpicos de Londres 2012., premio que le fue otorgado nuevamente en el año 2015.

## Designaciones
- Director Técnico para Mundial Juvenil Monterrey 2008.
- Universiada Mundial Bangkok 2007.
- Juegos Panamericanos 2007 Río de Janeiro.
- Mundial Juvenil Río 2006
- Juegos Centroamericanos 2006 Cartagena.
- Entrenador Nacional para Universiada Mundial Izmir 2005
- Mundial FINA CC Indianapolis 2004
- Juegos Panamericanos 2003 Santo Domingo.
- Universiada Mundial Daegu 2003
- Juegos Centroamericanos San Salvador 2002
- Mundial FINA CL Fukuoka 2001
- Universiada Mundial Beijing 2001
- Circuito Mare Nostrum 2000 y 1998.[2]